# Chrysobothris haydeni
Chrysobothris haydeni es una especie de escarabajo del género Chrysobothris, familia Buprestidae. Fue descrita científicamente por Scudder en 1876.